# توم سيكس
توم سيكس (بالإنجليزية: Tom Six)‏ هو مخرج وكاتب سيناريو ومنتج أفلام هولندي ولد بتاريخ 29 اغسطس 1973 في ألكمار.

## أعماله
أشهر أعماله هي سلسلة أفلام الرعب المثيرة للجدل «ذي هيومن سينتيبيد» 1 و2 و3.

## وصلات خارجية
توم سيكس على موقع IMDb (الإنجليزية)
- توم سيكس على موقع روتن توميتوز (الإنجليزية)
- توم سيكس على موقع ألو سيني (الفرنسية)
- توم سيكس على موقع أول موفي (الإنجليزية)
- توم سيكس على موقع قاعدة بيانات الأفلام السويدية (السويدية)
- توم سيكس على موقع قاعدة بيانات الفيلم (الإنجليزية)
- توم سيكس على موقع كينوبويسك (الروسية)